# Samson (hond)
Samson is een fictieve hond uit het Vlaamse televisieprogramma rond het duo Samson en Gert en sinds 2019 van Samson en Marie. Het is een handpop waarvan de stem vanaf 1989 tot en met 2005 werd ingesproken door Danny Verbiest. Sinds de zomer van 2005 gebeurde dat door Peter Thyssen. In 2013 werd Thyssen opgevolgd door Dirk Bosschaert, beter bekend als Berend Brokkenpap in de Studio 100-serie Piet Piraat.
Samson is ook de mascotte van Studio 100.

## Personage
Samson is de hond van Gert, het personage dat wordt vertolkt door Gert Verhulst. Vooral in de oudste afleveringen zijn Samson en Gert bijna voortdurend samen in de woonkamer van Gert. Samson zit hier bijna altijd in zijn mand, terwijl Gert vaak naast hem op de bank zit en gesprekken met Samson voert. Ook als Gert met andere dingen bezig is of bezoek ontvangt, blijft Samson meestal op dezelfde plek in zijn mand. De latere afleveringen spelen zich soms ook op andere plekken dan Gerts huiskamer af.
Samsons taalgebruik doet nogal aan dat van een jong kind denken. Kenmerkend zijn vooral de vele verhaspelingen; zo spreekt hij het woord probleem vaak uit als plobreem of zegt hij zwaluwachtig in plaats van zenuwachtig. Veel moeilijke woorden begrijpt hij niet of spreekt hij verkeerd uit. Ook namen van anderen spreekt hij vaak verkeerd uit: zo noemt hij Octaaf De Bolle meneer De Raaf, Jeannine De Bolle mevrouw Praline, De afgevaardigde van de minister De gevaarlijke van de Verkwister, meneer Van Leemhuyzen meneer Van Veel-Luizen en Albert Vermeersch (Alberto Vermicelli) meneer Spaghetti. 
Volgens de vaste eindmelodie van de serie is hij 'ondeugend'. In werkelijkheid is hij heel braaf en soms zelfs moraliserend, bijvoorbeeld wanneer een van de personages een ander beet wil nemen.
Tot twee dagen voor de opnames van de eerste presentatie op TV1 zou het hondje Bob gaan heten. Danny Verbiest vond het echter geen goede naam. Op aanraden van zijn toenmalige echtgenote werd het hondje Samson genoemd, naar de Bijbelse figuur met de wilde haardos.
In 2019 werd bekendgemaakt dat Gert werd opgevolgd door zijn dochter Marie Verhulst.

## Trivia
- Samson is een klapbekpop, wat wil zeggen dat de hand van de poppenspeler in de mond van de pop zit. De poppenspeler van Samson bevindt zich onder het decor. Daarom zit het personage steeds boven op een decorstuk, zoals een tafel, een kast, een keukenaanrecht, een kist of in het geval van Samson ook vaak in zijn mandje.
- Er zijn in de loop van de seizoenen al meerdere poppen voor Samson gebruikt. De latere poppen waren telkens iets kleiner dan de originele pop.
- In de aflevering Trouwen (1990) werd bekend dat Samson verliefd was op Lara, de hond van Bassie en Adriaan. Later dat seizoen, in de aflevering Een fladderig gevoel (1991), werd Bobientje geïntroduceerd, het hondje waar Samson sindsdien verliefd op is. Bobientje is (net als Marlène) een onzichtbaar personage wat (bijna) nooit in het televisieprogramma verschijnt, maar wel één enkele keer te zien is in de videoclip van De mooiste dromen. Wanneer Samson zingt "Ik vond een gouden toverstaf, die ik toen aan Bobientje gaf" is te zien dat ze op Samson lijkt, maar dan met een strikje. Ook in het magazine (officieus 'De Studioshow' genoemd) wordt Bobientje een enkele keer ingezet om als 'spookje onder een laken' Gert bang te maken. In beide gevallen werd een tweede Samsonpop gebruikt.
- Zijn favoriete speelgoed is een rood balletje dat hij van Bobientje kreeg.
- Aad van Toor vertelt op zijn website dat zijn hond Lara, die in diverse series van Bassie en Adriaan meespeelde, inspiratie vormde voor de pop Samson. Danny Verbiest maakte kennis met Lara toen Bassie en Adriaan opnames kwamen maken in de achtertuin van Verbiest.[4] Danny Verbiest ontkent dit echter.[5]
- Samson is ook vaak een doelwit van parodie geweest. Hij is onder meer in Buiten De Zone, Morgen Maandag, De Geverniste Vernepelingskes en door Peter Van den Begin, Stany Crets, Chris Van den Durpel en ook door de Nederlandse komiek Jochem Myjer gepersifleerd geweest. Ook in het programma Tegen de Sterren op werd er met Samson gespot. In een Kabouter Plop-parodie van de Vlaamse film Loft is er een bord te zien waarop staat Samson was Here. Een aantal jaren later vertolkte Jonas Van Geel de rol in een parodie rond de bekende Samson-serie.
- Het is niet helemaal duidelijk of Samson een bearded collie (zoals Verbiest zelf beweerde) is, dan wel een bobtail. Er is ook wel gesuggereerd dat de hond een kruising van beide rassen moet voorstellen.[2] De pop is gebaseerd op een bearded collie, terwijl een oud animatiefilmpje dat op de toenmalige BRTN Samson & Gert aankondigde, een wandelende Samson te zien was, die anatomisch sterk op een bobtail leek.[5]
- In 2024 deed Samson, samen met Marie, mee aan The Masked Singer. Marie zat in het pak van Space Babe, Samson in dat van Space Pod. Ze werden ontmaskerd in de 7de aflevering.[6]